# نادي سيمبا (أوغندا)
 سيمبا إف سي هو نادي أوغندي تأسس عام 1968 ووصل إلى نهائي كأس أفريقيا للأندية البطلة 1972 .

## الإنجازات
- دوري أبطال أفريقيا
  - الوصيف (1): 1972
- الدوري الأوغندي الممتاز
  - البطل (2): 1971 ، 1978
- كأس أوغندا
  - البطل (2): 1977 ، 2011

## المشاركات الأفريقية
- دوري أبطال أفريقيا
  - 1972 :النهائي
  - 1973 :الدور الثاني
  - 1974 :الدور الأول
  - 1979 :الدور الأول
- كأس أفريقيا للأندية أبطال الكؤوس
  - 1999 :الدور الأول
  - 1999 :الدور الثاني

## روابط خارجيه
- https://web.archive.org/web/20140228054323/http://www.weltfussballarchiv.com/club-profile/uganda/simba-fc/16916/